# Liste des cours d'eau du Tarn

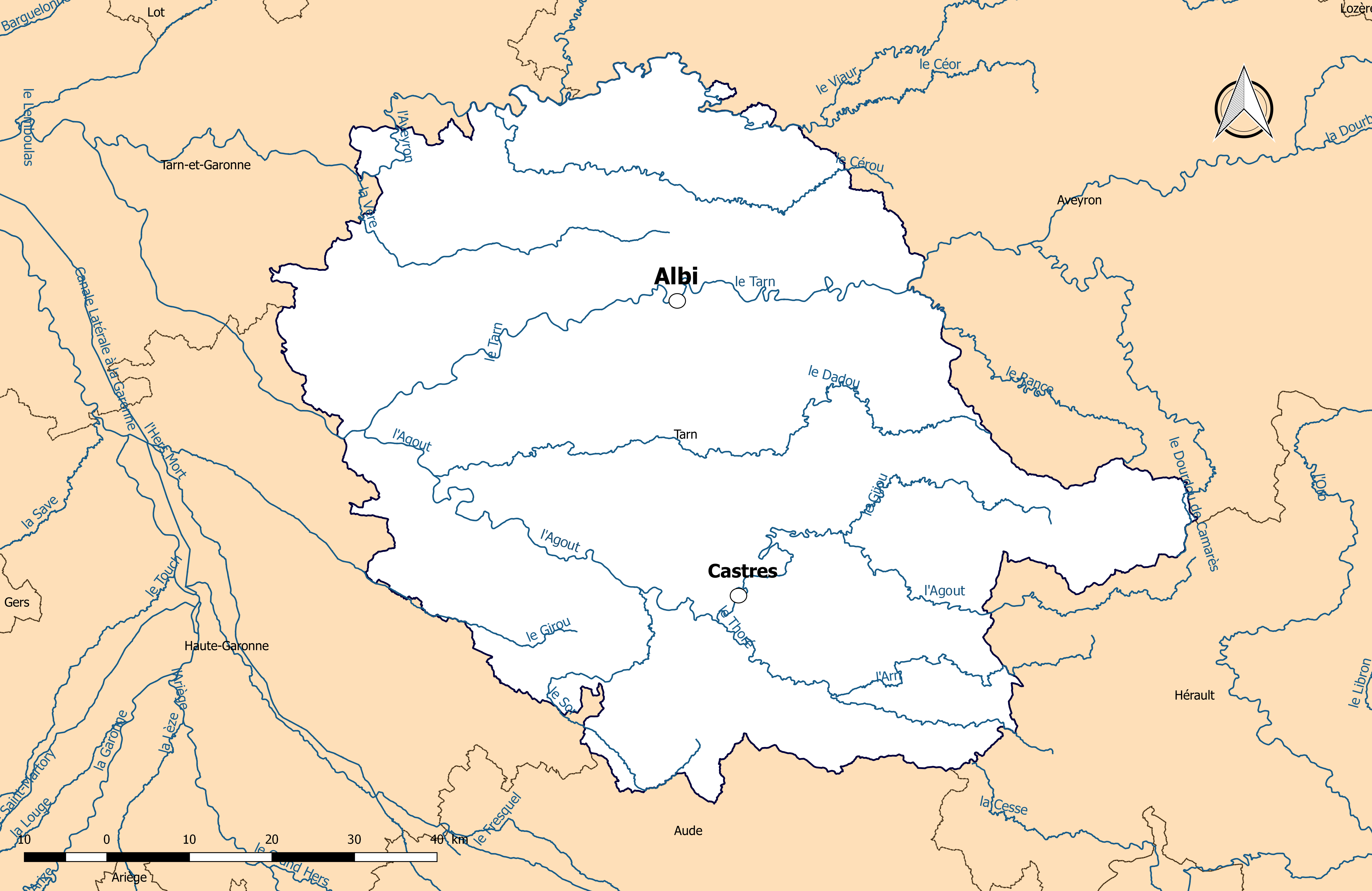
Carte des cours d'eau de longueur supérieure à 50 km du département du Tarn (France).

La liste des cours d'eau du Tarn présente les principaux cours d'eau, notamment tous ceux de longueur supérieure à 10 km, traversant pour tout ou partie le territoire du département français de la Tarn, dans la région Nouvelle-Aquitaine.
Le réseau hydrographique comprend 101 cours d'eau de longueur supérieure à 10 km, dont 14 de longueur supérieure à 50 km.
Les cours d'eau sont ordonnés selon leur origine naturelle (fleuve, rivières ou ruisseaux) ou artificielle (canaux). Pour chacun d'entre eux sont précisés : sa classe, sa longueur totale, le cours d'eau dans lequel il se jette (confluence), le bassin collecteur auquel il appartient, le nombre de départements et de communes traversés et le nom des communes qu'il irrigue dans le département du Tarn.

## Bassins versants
|  |  |

## Cours d'eau naturels

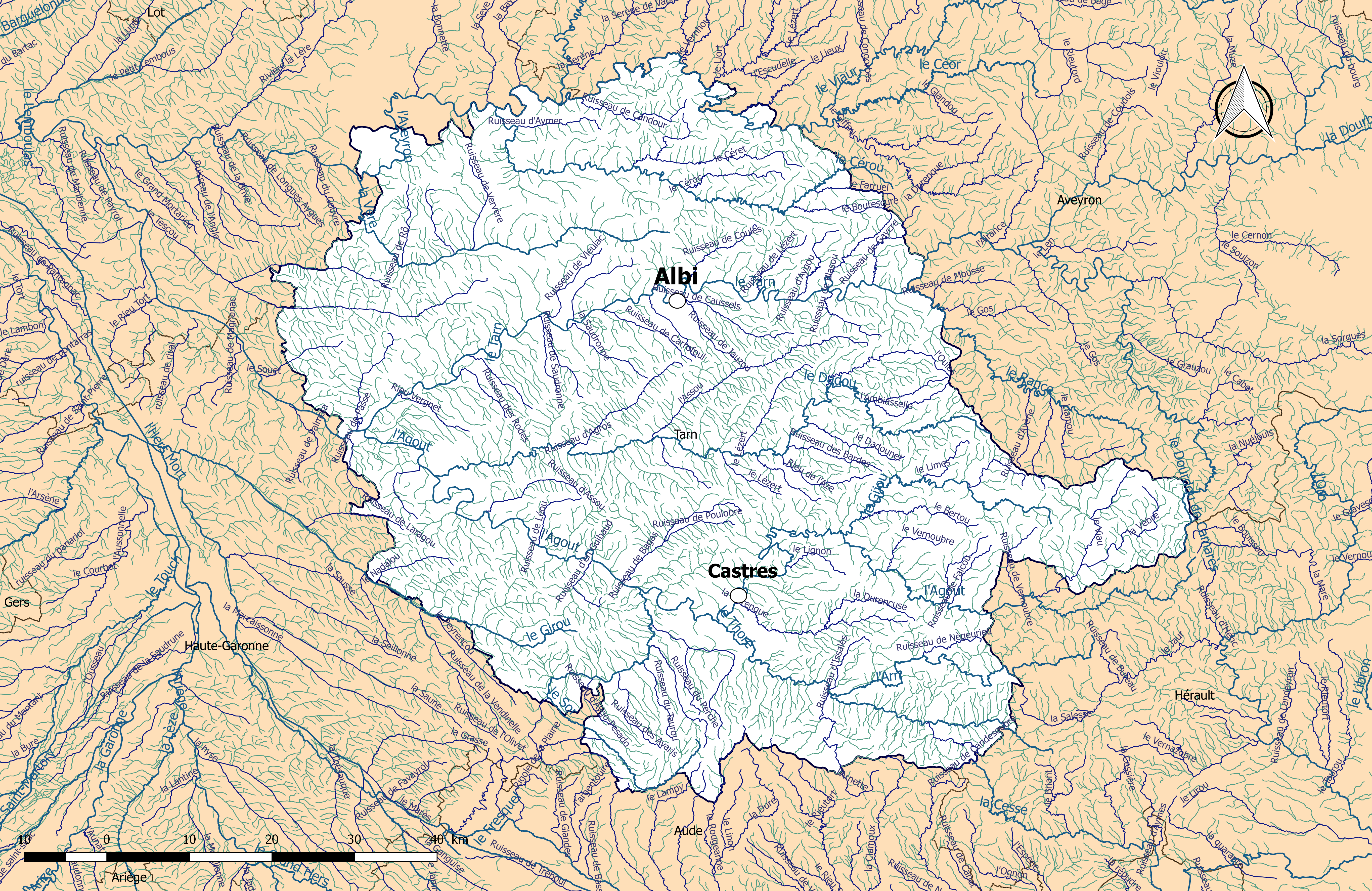
Réseau hydrographique du Tarn.

### Définition
Jusqu'en 2016, aucun texte législatif ne définissait la notion de cours d’eau. Ce n'est qu'avec la loi du 8 août 2016 pour la reconquête de la biodiversité, de la nature et des paysages que cette lacune est comblée. L'article 118 de cette loi insère un nouvel article L. 215-7-1 dans le code de l'environnement précisant que « constitue un cours d'eau un écoulement d'eaux courantes dans un lit naturel à l'origine, alimenté par une source et présentant un débit suffisant la majeure partie de l'année. L'écoulement peut ne pas être permanent compte tenu des conditions hydrologiques et géologiques locales. ». Ainsi les deux principaux critères retenus sont :
- la présence et la permanence d’un lit naturel à l’origine, ce qui distingue les cours d’eau (artificialisés ou non) des fossés et canaux creusés par la main de l’homme ;
- la permanence d’un débit suffisant une majeure partie de l’année, critère qui doit être évalué en fonction des conditions climatiques et hydrologiques locales.

### Cours d'eau permanents de longueur supérieure ou égale à 10 km
La base de données Carthage est le référentiel du réseau hydrographique français. Cette base est réalisée à partir de la couche hydrographie de la base de données Carto enrichie par le ministère chargé de l'environnement et les agences de l'eau avec le découpage du territoire en zones hydrographiques d'une part et la codification de ces zones et du réseau hydrographique d'autre part. De cette base, il ressort que le réseau hydrographique du Tarn comprend 101 cours d'eau permanents de longueur supérieure à 10 km et dont le cours est en partie ou en totalité dans le département du Tarn.
Le référentiel national hiérarchise le réseau en 7 classes selon l'importance décroissante des cours d'eau. Le tableau ci-après regroupe tous les cours d'eau irriguant pour tout ou partie du département et appartenant à l'une des classes 1 à 4. Pour chacune de ces classes les caractéristiques des cours d'eau sont les suivantes : 
- 1 : longueur supérieure à 100 km ou tout cours d’eau se jetant dans une embouchure logique[Note 1] et d'une longueur supérieure à 25 km ;
- 2 : longueur comprise entre 50 et 100 km ou tout cours d’eau se jetant dans une embouchure logique et d’une longueur supérieure à 10 km ;
- 3 : longueur comprise entre 25 et 50 km ;
- 4 : longueur comprise entre 10 et 25 km.

| Nom du cours d'eau       | Classe | Longueur totale en km | Confluence             | Bassin collecteur | Départements irrigués  | Communes irriguées | Communes irriguées | Communes irriguées |
| Nom du cours d'eau       | Classe | Longueur totale en km | Confluence             | Bassin collecteur | Départements irrigués  | Nb total           | Nb ds le dép.      | Communes du département |
| ------------------------ | ------ | --------------------- | ---------------------- | ----------------- | ---------------------- | ------------------ | ------------------ | --- |
| Agout                    | 1      | 194,4                 | le Tarn                | la Garonne        | 2 (34, 81)             | 36                 | 33                 | Ambres, Anglès, Le Bez, Brassac, Burlats, Fontrieu, Castres, Coufouleux, Damiatte, Fontrieu, Fiac, Fréjeville, Giroussens, Labastide-Saint-Georges, Lacrouzette, Guitalens-L'Albarède, Lamontélarié, Lavaur, Montredon-Labessonnié, Puylaurens, Rabastens, Roquecourbe, Saint-Jean-de-Rives, Saint-Lieux-lès-Lavaur, Saint-Paul-Cap-de-Joux, Saint-Sulpice, Saïx, Sémalens, Serviès, Teyssode, Vabre, Vielmur-sur-Agout, Viterbe. |
| Agros                    | 4      | 19,4                  | le Dadou               | la Garonne        | 1 (81)                 | 8                  | 8                  | Graulhet, Labessière-Candeil, Lamillarié, Lasgraisses, Lombers, Orban, Poulan-Pouzols, Sieurac. |
| Ambias                   | 4      | 11,7                  | le Dadou               | la Garonne        | 1 (81)                 | 3                  | 3                  | Le Masnau-Massuguiès, Massals, Paulinet. |
| Ambiasselle              | 4      | 13,4                  | l'Ambias               | la Garonne        | 2 (12, 81)             | 3                  | 2                  | Le Masnau-Massuguiès, Paulinet. |
| Arn                      | 2      | 55,7                  | le Thoré               | la Garonne        | 2 (34, 81)             | 9                  | 5                  | Anglès, Bout-du-Pont-de-Larn, Pont-de-Larn, Saint-Amans-Valtoret, Le Vintrou. |
| Arnette                  | 3      | 26,5                  | le Thoré               | la Garonne        | 2 (11, 81)             | 3                  | 1                  | Mazamet. |
| Assou                    | 3      | 36,7                  | le Dadou               | la Garonne        | 1 (81)                 | 12                 | 12                 | Alban, Dénat, Fauch, Le Fraysse, Fréjairolles, Laboutarie, Lombers, Mouzieys-Teulet, Paulinet, Teillet, Terre-Clapier, Villefranche-d'Albigeois. |
| Aveyron                  | 1      | 290,6                 | le Tarn                | la Garonne        | 3 (12, 81, 82)         | 62                 | 5                  | Milhars, Montrosier, Penne, Le Riols, Saint-Martin-Laguépie. |
| Bertou                   | 4      | 20,8                  | le Gijou               | la Garonne        | 1 (81)                 | 6                  | 6                  | Berlats, Fontrieu, Espérausses, Gijounet, Lacaze, Vabre. |
| Boutescure               | 4      | 15,3                  | le Cérou               | la Garonne        | 2 (12, 81)             | 5                  | 4                  | Andouque, Faussergues, Padiès, Valence-d'Albigeois. |
| Candou                   | 4      | 11,2                  | Ruisseau de Saudronne  | la Garonne        | 1 (81)                 | 3                  | 3                  | Brens, Cadalen, Lasgraisses. |
| Céret                    | 3      | 28,5                  | le Cérou               | la Garonne        | 1 (81)                 | 10                 | 10                 | Almayrac, Carmaux, Monestiés, Montauriol, Moularès, Pampelonne, Sainte-Gemme, Le Ségur, Tanus, Trévien. |
| Céroc                    | 4      | 17,7                  | le Cérou               | la Garonne        | 1 (81)                 | 6                  | 6                  | Carmaux, Moularès, Pampelonne, Rosières, Sainte-Gemme, Saint-Jean-de-Marcel. |
| Cérou                    | 2      | 87,1                  | l'Aveyron              | la Garonne        | 2 (12, 81)             | 23                 | 21                 | Andouque, Les Cabannes, Carmaux, Cordes-sur-Ciel, Crespin, Labarthe-Bleys, Lacapelle-Pinet, Lédas-et-Penthiès, Marnaves, Milhars, Monestiés, Mouzieys-Panens, Padiès, Rosières, Saint-Benoît-de-Carmaux, Saint-Jean-de-Marcel, Saint-Marcel-Campes, Salles, Le Ségur, Valderiès, Vindrac-Alayrac. |
| Dadou                    | 1      | 115,8                 | l'Agout                | la Garonne        | 1 (81)                 | 26                 | 26                 | Ambres, Arifat, Briatexte, Giroussens, Graulhet, Laboutarie, Lacaze, Lombers, Le Masnau-Massuguiès, Montdragon, Montredon-Labessonnié, Mont-Roc, Paulinet, Puybegon, Rayssac, Réalmont, Saint-Antonin-de-Lacalm, Saint-Gauzens, Saint-Genest-de-Contest, Saint-Jean-de-Rives, Saint-Julien-du-Puy, Saint-Lieux-Lafenasse, Saint-Salvi-de-Carcavès, Teillet, Le Travet, Vénès.                                                     |
| Dadounet                 | 4      | 15,3                  | le Dadou               | la Garonne        | 1 (81)                 | 4                  | 4                  | Arifat, Mont-Roc, Rayssac, Saint-Pierre-de-Trivisy. |
| Dourdou de Camarès       | 2      | 86,8                  | le Tarn                | la Garonne        | 3 (12, 34, 81)         | 13                 | 1                  | Murat-sur-Vèbre. |
| Durencuse                | 4      | 17,7                  | la Durenque            | la Garonne        | 1 (81)                 | 4                  | 4                  | Le Bez, Boissezon, Cambounès, Saint-Salvy-de-la-Balme. |
| Durenque                 | 3      | 31,5                  | l'Agout                | la Garonne        | 1 (81)                 | 8                  | 8                  | Le Bez, Boissezon, Cambounès, Castres, Lagarrigue, Noailhac, Payrin-Augmontel, Valdurenque. |
| Farruel                  | 4      | 12,5                  | le Cérou               | la Garonne        | 2 (12, 81)             | 5                  | 3                  | Faussergues, Lédas-et-Penthiès, Padiès. |
| Gijou                    | 2      | 50                    | l'Agout                | la Garonne        | 1 (81)                 | 6                  | 6                  | Gijounet, Lacaune, Lacaze, Saint-Pierre-de-Trivisy, Vabre, Viane. |
| Girou                    | 2      | 64,5                  | l'Hers Mort            | la Garonne        | 2 (31, 81)             | 32                 | 9                  | Bannières, Cambon-lès-Lavaur, Cuq-Toulza, Maurens-Scopont, Montcabrier, Péchaudier, Puylaurens, Teulat, Villeneuve-lès-Lavaur. |
| Lampy                    | 3      | 29,3                  | le Fresquel            | l'Aude            | 2 (11, 81)             | 8                  | 1                  | Arfons. |
| Laudot                   | 3      | 22,9                  | le Sor                 | la Garonne        | 3 (11, 31, 81)         | 10                 | 3                  | Les Cammazes, Garrevaques, Sorèze. |
| Lézert                   | 4      | 16,5                  | le Dadou               | la Garonne        | 1 (81)                 | 6                  | 6                  | Roumégoux, Saint-Antonin-de-Lacalm, Saint-Lieux-Lafenasse, Teillet, Terre-Clapier, Le Travet. |
| Lézert                   | 3      | 39                    | le Viaur               | la Garonne        | 2 (12, 81)             | 12                 | 1                  | Mirandol-Bourgnounac. |
| Lézert                   | 4      | 10,1                  | le Dadou               | la Garonne        | 1 (81)                 | 1                  | 1                  | Montredon-Labessonnié. |
| Lieux                    | 3      | 25,3                  | le Viaur               | la Garonne        | 2 (12, 81)             | 7                  | 1                  | Pampelonne. |
| Lignon                   | 4      | 10,4                  | l'Agout                | la Garonne        | 1 (81)                 | 3                  | 3                  | Le Bez, Burlats, Lacrouzette. |
| Limes                    | 4      | 10,1                  | le Gijou               | la Garonne        | 1 (81)                 | 2                  | 2                  | Lacaze, Viane. |
| Luzert                   | 4      | 12,7                  | le Tarn                | la Garonne        | 1 (81)                 | 6                  | 6                  | Bernac, Castanet, Castelnau-de-Lévis, Labastide-de-Lévis, Rivières, Sainte-Croix. |
| Nadalou                  | 4      | 11,3                  | le Girou               | la Garonne        | 2 (31, 81)             | 8                  | 7                  | Bannières, Belcastel, Lacougotte-Cadoul, Lavaur, Montcabrier, Teulat, Viviers-lès-Lavaur. |
| Orbiel                   | 3      | 40,9                  | l'Aude                 | l'Aude            | 2 (11, 81)             | 14                 | 2                  | Labruguière, Mazamet. |
| Oulas                    | 4      | 24,2                  | le Dadou               | la Garonne        | 1 (81)                 | 5                  | 5                  | Alban, Curvalle, Massals, Miolles, Paulinet. |
| Rance                    | 2      | 63,5                  | le Tarn                | la Garonne        | 2 (12, 81)             | 12                 | 1                  | Curvalle. |
| Rieu de l'Aze            | 4      | 15,1                  | le Dadou               | la Garonne        | 1 (81)                 | 5                  | 5                  | Arifat, Montredon-Labessonnié, Saint-Antonin-de-Lacalm, Saint-Pierre-de-Trivisy, Vabre. |
| Rieu Vergnet             | 4      | 11,4                  | le Tarn                | la Garonne        | 1 (81)                 | 5                  | 5                  | Coufouleux, Giroussens, Loupiac, Parisot, Rabastens. |
| Rigole de la Plaine      | 4      | 12,1                  | le Laudot              | la Garonne        | 2 (31, 81)             | 4                  | 2                  | Durfort, Sorèze. |
| Riou Frayzi              | 4      | 11,5                  | le Tarn                | la Garonne        | 1 (81)                 | 4                  | 4                  | Lisle-sur-Tarn, Montans, Peyrole, Técou. |
| Rougeanne                | 3      | 33,5                  | le Fresquel            | l'Aude            | 2 (11, 81)             | 10                 | 3                  | Arfons, Escoussens, Labruguière. |
| Ruisseau d'Assou         | 4      | 15,4                  | l'Agout                | la Garonne        | 1 (81)                 | 7                  | 7                  | Briatexte, Cabanès, Fiac, Graulhet, Labastide-Saint-Georges, Missècle, Saint-Gauzens. |
| Ruisseau d'Aygo-Pesado   | 4      | 12,2                  | le Sor                 | la Garonne        | 2 (31, 81)             | 3                  | 2                  | Blan, Sorèze. |
| Ruisseau d'Aygou         | 4      | 15,8                  | le Tarn                | la Garonne        | 1 (81)                 | 4                  | 4                  | Saint-Cirgue, Saint-Julien-Gaulène, Sérénac, Valence-d'Albigeois. |
| Ruisseau d'Aymer         | 4      | 12,2                  | le Cérou               | la Garonne        | 1 (81)                 | 6                  | 6                  | Bournazel, Lacapelle-Ségalar, Laparrouquial, Milhars, Mouzieys-Panens, Saint-Martin-Laguépie. |
| Ruisseau de Bagas        | 4      | 21,1                  | l'Agout                | la Garonne        | 1 (81)                 | 6                  | 6                  | Cuq, Jonquières, Lautrec, Montfa, Peyregoux, Vielmur-sur-Agout. |
| Ruisseau de Bezan        | 4      | 11,7                  | le Dadou               | la Garonne        | 1 (81)                 | 2                  | 2                  | Montredon-Labessonnié, Saint-Antonin-de-Lacalm. |
| Ruisseau de Bézans       | 4      | 11,1                  | le Céret               | la Garonne        | 1 (81)                 | 4                  | 4                  | Almayrac, Mirandol-Bourgnounac, Sainte-Gemme, Trévien. |
| Ruisseau de Blasou       | 4      | 12,7                  | le Tarn                | la Garonne        | 1 (81)                 | 4                  | 4                  | Alban, Ambialet, Courris, Le Fraysse. |
| Ruisseau de Candesoubre  | 4      | 16,2                  | le Thoré               | la Garonne        | 2 (34, 81)             | 6                  | 4                  | Albine, Labastide-Rouairoux, Lacabarède, Sauveterre. |
| Ruisseau de Candour      | 4      | 19,1                  | le Viaur               | la Garonne        | 2 (12, 81)             | 9                  | 8                  | Laparrouquial, Mirandol-Bourgnounac, Monestiés, Montirat, Saint-Christophe, Saint-Martin-Laguépie, Le Ségur, Trévien. |
| Ruisseau de Carrofoul    | 4      | 13,7                  | le Tarn                | la Garonne        | 1 (81)                 | 9                  | 9                  | Albi, Carlus, Castelnau-de-Lévis, Lamillarié, Marssac-sur-Tarn, Puygouzon, Saliès, Le Sequestre, Terssac. |
| Ruisseau de Caussels     | 4      | 17,9                  | le Tarn                | la Garonne        | 1 (81)                 | 6                  | 6                  | Albi, Bellegarde-Marsal, Cambon, Fréjairolles, Mouzieys-Teulet, Villefranche-d'Albigeois. |
| Ruisseau de Coules       | 4      | 14,8                  | le Tarn                | la Garonne        | 1 (81)                 | 4                  | 4                  | Le Garric, Lescure-d'Albigeois, Saussenac, Valderiès. |
| Ruisseau de Falcou       | 4      | 10,4                  | l'Agout                | la Garonne        | 1 (81)                 | 5                  | 5                  | Anglès, Fontrieu, Lacaune, Lamontélarié, Fontrieu. |
| Ruisseau de Gaycre       | 4      | 19                    | le Tarn                | la Garonne        | 2 (12, 81)             | 5                  | 3                  | Assac, Cadix, Le Dourn. |
| Ruisseau de Gijoussel    | 4      | 12,7                  | le Gijou               | la Garonne        | 1 (81)                 | 4                  | 4                  | Escroux, Lacaune, Senaux, Viane. |
| Ruisseau de Jauzou       | 4      | 10,7                  | Ruisseau de Caussels   | la Garonne        | 1 (81)                 | 3                  | 3                  | Albi, Fréjairolles, Puygouzon. |
| Ruisseau de la Broncarié | 4      | 15,2                  | le Tarn                | la Garonne        | 1 (81)                 | 5                  | 5                  | Assac, Courris, Le Dourn, Saint-Cirgue, Saint-Michel-Labadié. |
| Ruisseau de Sieurac      | 4      | 11,9                  | le Tarn                | la Garonne        | 2 (31, 81)             | 5                  | 3                  | Garrigues, Saint-Sulpice. |
| Ruisseau de Laragou      | 4      | 13,4                  | le Girou               | la Garonne        | 2 (31, 81)             | 7                  | 2                  | Garrigues, Lavaur. |
| Ruisseau de Léou         | 4      | 10,3                  | l'Agout                | la Garonne        | 1 (81)                 | 6                  | 6                  | Cabanès, Damiatte, Fiac, Missècle, Moulayrès, Teyssode. |
| Ruisseau de Lézert       | 4      | 14                    | Bras du Tarn           | la Garonne        | 1 (81)                 | 5                  | 5                  | Andouque, Crespinet, Saint-Grégoire, Saint-Julien-Gaulène, Sérénac. |
| Ruisseau de Lézert       | 4      | 10,7                  | le Dadou               | la Garonne        | 1 (81)                 | 5                  | 5                  | Laboutarie, Lautrec, Montdragon, Saint-Genest-de-Contest, Vénès. |
| Ruisseau de Nègeurieu    | 4      | 10,4                  | l'Arn                  | la Garonne        | 1 (81)                 | 1                  | 1                  | Anglès. |
| Ruisseau de Passe        | 4      | 18,2                  | le Tarn                | la Garonne        | 1 (81)                 | 4                  | 4                  | Grazac, Mézens, Rabastens. |
| Ruisseau de Poulobre     | 4      | 10                    | Ruisseau de Bagas      | la Garonne        | 1 (81)                 | 6                  | 6                  | Jonquières, Lautrec, Montfa, Montpinier, Peyregoux, Saint-Germier. |
| Ruisseau de Rô           | 4      | 11,6                  | la Vère                | la Garonne        | 1 (81)                 | 2                  | 2                  | Castelnau-de-Montmiral, Puycelci. |
| Ruisseau de Sant         | 4      | 18,3                  | le Sor                 | la Garonne        | 1 (81)                 | 4                  | 4                  | Arfons, Massaguel, Soual, Verdalle. |
| Ruisseau de Saudronne    | 4      | 11                    | le Tarn                | la Garonne        | 1 (81)                 | 3                  | 3                  | Brens, Cadalen, Técou. |
| Ruisseau de Sézy         | 4      | 10,6                  | l'Agout                | la Garonne        | 1 (81)                 | 7                  | 7                  | Garrigues, Giroussens, Lavaur, Lugan, Saint-Agnan, Saint-Jean-de-Rives, Saint-Lieux-lès-Lavaur. |
| Ruisseau de Tenten       | 4      | 21                    | le Lampy               | l'Aude            | 2 (11, 81)             | 10                 | 1                  | Les Cammazes. |
| Ruisseau de Vernoubre    | 4      | 11,8                  | l'Agout                | la Garonne        | 2 (34, 81)             | 2                  | 1                  | Lacaune. |
| Ruisseau de Vervère      | 4      | 13,4                  | la Vère                | la Garonne        | 1 (81)                 | 5                  | 5                  | Campagnac, Itzac, Saint-Beauzile, Tonnac, Le Verdier. |
| Ruisseau de Vieulac      | 4      | 12,8                  | le Tarn                | la Garonne        | 1 (81)                 | 7                  | 7                  | Brens, Castanet, Cestayrols, Fayssac, Labastide-de-Lévis, Rivières, Senouillac. |
| Ruisseau d'en Guibaud    | 4      | 13                    | l'Agout                | la Garonne        | 1 (81)                 | 5                  | 5                  | Guitalens-L'Albarède, Puylaurens, Saint-Germain-des-Prés, Saint-Paul-Cap-de-Joux, Serviès. |
| Ruisseau des Agrès       | 4      | 12,4                  | l'Agout                | la Garonne        | 1 (81)                 | 2                  | 2                  | Fontrieu, Fontrieu. |
| Ruisseau des Avaris      | 4      | 13,6                  | le Sor                 | la Garonne        | 1 (81)                 | 4                  | 4                  | Cahuzac, Lagardiolle, Lempaut, Saint-Amancet. |
| Ruisseau des Bardes      | 4      | 14,6                  | le Dadou               | la Garonne        | 1 (81)                 | 3                  | 3                  | Arifat, Montredon-Labessonnié, Saint-Pierre-de-Trivisy. |
| Ruisseau des Rodes       | 4      | 10,3                  | le Tarn                | la Garonne        | 1 (81)                 | 3                  | 3                  | Montans, Parisot, Peyrole. |
| Ruisseau d'Issalès       | 4      | 10,5                  | le Thoré               | la Garonne        | 1 (81)                 | 3                  | 3                  | Boissezon, Mazamet, Pont-de-Larn. |
| Ruisseau du Bernazobre   | 3      | 24,9                  | le Sor                 | la Garonne        | 1 (81)                 | 8                  | 8                  | Cambounet-sur-le-Sor, Escoussens, Labruguière, Navès, Saint-Affrique-les-Montagnes, Soual, Verdalle, Viviers-lès-Montagnes. |
| Ruisseau du Gouyré       | 4      | 10,9                  | l'Aveyron              | la Garonne        | 2 (81, 82)             | 5                  | 1                  | Larroque. |
| Ruisseau du Perche       | 4      | 10,5                  | Ruisseau du Bernazobre | la Garonne        | 1 (81)                 | 3                  | 3                  | Massaguel, Verdalle, Viviers-lès-Montagnes. |
| Ruisseau du Rô Oriental  | 4      | 10,9                  | la Vère                | la Garonne        | 1 (81)                 | 2                  | 2                  | Castelnau-de-Montmiral, Sainte-Cécile-du-Cayrou. |
| Ruisseau du Séoux        | 4      | 10,5                  | le Tarn                | la Garonne        | 1 (81)                 | 4                  | 4                  | Albi, Castelnau-de-Lévis, Puygouzon, Le Sequestre. |
| Ruisseau du Taurou       | 4      | 11,8                  | le Sor                 | la Garonne        | 1 (81)                 | 3                  | 3                  | Dourgne, Lescout, Saint-Avit. |
| Saudronne                | 4      | 13,6                  | le Tarn                | la Garonne        | 1 (81)                 | 5                  | 5                  | Aussac, Florentin, Lagrave, Poulan-Pouzols, Rouffiac. |
| Sor                      | 2      | 60,8                  | l'Agout                | la Garonne        | 3 (11, 31, 81)         | 16                 | 14                 | Arfons, Blan, Cambounet-sur-le-Sor, Les Cammazes, Durfort, Garrevaques, Lempaut, Lescout, Montgey, Poudis, Saint-Germain-des-Prés, Sémalens, Sorèze, Soual. |
| Souet                    | 4      | 12,8                  | le Tarn                | la Garonne        | 2 (31, 81)             | 4                  | 3                  | Grazac, Montvalen, Tauriac. |
| Tarn                     | 1      | 380,2                 | la Garonne             | la Garonne        | 5 (12, 31, 48, 81, 82) | 104                | 33                 | Albi, Ambialet, Arthès, Assac, Brens, Cadix, Castelnau-de-Lévis, Coufouleux, Courris, Crespinet, Curvalle, Fraissines, Gaillac, Labastide-de-Lévis, Lagrave, Lescure-d'Albigeois, Lisle-sur-Tarn, Loupiac, Bellegarde-Marsal, Marssac-sur-Tarn, Mézens, Montans, Rabastens, Rivières, Saint-André, Saint-Cirgue, Saint-Grégoire, Saint-Juéry, Saint-Sulpice, Sérénac, Terssac, Trébas, Villefranche-d'Albigeois.                  |
| Tescou                   | 3      | 48,8                  | le Tarn                | la Garonne        | 3 (31, 81, 82)         | 13                 | 8                  | Beauvais-sur-Tescou, Castelnau-de-Montmiral, Gaillac, Lisle-sur-Tarn, Montgaillard, Saint-Urcisse, Salvagnac, La Sauzière-Saint-Jean. |
| Tescounet                | 4      | 21,7                  | le Tescou              | la Garonne        | 2 (81, 82)             | 8                  | 4                  | Montdurausse, Puycelci, Salvagnac, La Sauzière-Saint-Jean. |
| Thoré                    | 1      | 61,6                  | l'Agout                | la Garonne        | 2 (34, 81)             | 20                 | 18                 | Aiguefonde, Albine, Anglès, Aussillon, Bout-du-Pont-de-Larn, Castres, Caucalières, Labastide-Rouairoux, Labruguière, Lacabarède, Mazamet, Navès, Payrin-Augmontel, Pont-de-Larn, Rouairoux, Saint-Amans-Soult, Saint-Amans-Valtoret, Sauveterre. |
| Toudoure                 | 4      | 13,6                  | le Rance               | la Garonne        | 2 (12, 81)             | 4                  | 1                  | Lacaune. |
| Vèbre                    | 3      | 31,2                  | l'Agout                | la Garonne        | 2 (34, 81)             | 3                  | 2                  | Murat-sur-Vèbre, Nages. |
| Vère                     | 2      | 53,2                  | l'Aveyron              | la Garonne        | 2 (81, 82)             | 15                 | 14                 | Cagnac-les-Mines, Cahuzac-sur-Vère, Castelnau-de-Montmiral, Cestayrols, Le Garric, Larroque, Mailhoc, Noailles, Puycelci, Sainte-Cécile-du-Cayrou, Taïx, Le Verdier, Vieux, Villeneuve-sur-Vère. |
| Vernassonne              | 4      | 22,5                  | le Lampy               | l'Aude            | 2 (11, 81)             | 4                  | 1                  | Arfons. |
| Vernoubre                | 4      | 11,7                  | l'Agout                | la Garonne        | 1 (81)                 | 1                  | 1                  | Fontrieu. |
| Viau                     | 4      | 16,7                  | la Vèbre               | la Garonne        | 1 (81)                 | 4                  | 4                  | Barre, Moulin-Mage, Murat-sur-Vèbre, Nages. |
| Viaur                    | 1      | 168,3                 | l'Aveyron              | la Garonne        | 3 (12, 81, 82)         | 30                 | 7                  | Jouqueviel, Mirandol-Bourgnounac, Montirat, Pampelonne, Saint-Christophe, Saint-Martin-Laguépie, Tanus. |

### Autres cours d'eau
De très nombreux autres cours d'eau de longueur inférieure à 10 km complètent le réseau hydrographique.

### Cartographie
- Les unités hydrographiques de référence du SDAGE du bassin Adour-Garonne
- Cartographie interactive des cours d'eau du Tarn - DDT81